# Badj
Badj o Paj fou una petita vila al Khurasan, propera a Tus.
Únicament és famosa per ser el lloc de naixement del poeta persa Firdawsi.
No és esmentada per cap geògraf àrab, excepte Arudi-i Samarkandi.